# Corinne Nugter
Corinne Nugter (Emmeloord, 28 de marzo de 1992) es una deportista de los Países Bajos que compite en atletismo. Ganó una medalla de plata en el Campeonato Europeo de Atletismo por Equipos de 2019, en la prueba de lanzamiento de disco.